# Gruppennarzissmus
Gruppennarzissmus ist nach dem deutschen Psychoanalytiker, Philosophen und Sozialpsychologen Erich Fromm (1900–1980) die Übertragung des eigenen Narzissmus einer Person auf eine soziale Gruppe, auf die Nation, auf eine Kirche (religiöser Narzissmus) oder eine Gruppierung, die eine bestimmte Anschauung vertritt u. ä. Die betroffenen Personen behaupten z. B., ihre Nation sei die Beste unter allen Nationen. Dabei sehen sie nur die positiven Seiten ihrer eigenen Nation/Religion/…, wobei sie bei anderen nur Negatives erkennen (beim Narzissmus bezieht sich solches Denken auf die eigene Person). Dadurch könnten Gemeinschaften gebildet werden, in denen das Selbstwertgefühl überhöht wird. Gerade die am wenigsten respektierten Mitglieder, wirtschaftlich und kulturell Arme, erführen in dem narzisstischen Stolz eine hohe Befriedigung. Um die Unzufriedenheit einer Gesellschaft, in der ein großer Teil nur unzureichend versorgt ist, zu kompensieren, müsse ihr zu einer bösartigen narzisstischen Befriedigung verholfen werden.
Beim Gruppennarzissmus ist das Objekt nicht der einzelne, sondern die Gruppe der es angehört, deshalb könne er z. B. in Form von Patriotismus, Glauben und Loyalität ungehemmt zum Ausdruck gebracht werden. Durch Appelle an narzisstische Vorurteile wird die Solidarität und der innere Zusammenhalt der Gruppe gefördert und gleichzeitig ihre Manipulation erleichtert. Da er von vielen Mitgliedern geteilt wird, erweckt er den Anschein, realistische und vernünftige Werturteile zu vermitteln. Ein so gefundener Konsens beinhaltet, nach Fromm, die Möglichkeit Phantasien in (scheinbare) Realitäten zu verwandeln.

Fromm bezeichnet den Gruppennarzissmus als eine der wichtigsten Voraussetzungen für die Vorbereitung eines Krieges. Die Ursache des Gruppennarzissmus sieht er in der Form einer Gesellschaft, „welche Isolierung und Feindseligkeit der Menschen untereinander“ und somit auch den Narzissmus selbst fördere. Allerdings sieht er in ihm auch die Chance, das Phänomen auf die gesamte Menschheit auszudehnen, „wenn der einzelne sich primär als Weltbürger erleben und wenn er auf die Menschheit und ihre Leistungen stolz sein könnte“, könnte das den Weg zu einem „Neo-Humanismus“ ebnen.
Auf der breiteren sozialen Ebene plädiert Fromm für die Gründung einer humanistischen sozialistischen Gesellschaft, welche sowohl das kapitalistische Streben nach Profit mit allen seinen überwiegend negativen und tragischen Folgen als auch die etatistischen sozialistischen Strukturen überwunden hätte, in denen auch weiterhin die Sphäre der Arbeit und die Sphäre der Herrschaft als zwei Momente von ein und derselben Entfremdung persistieren. Eine Wahl zwischen diesen beiden gesellschaftlichen Formen besteht für Fromm nicht, weil beide den Menschen in einen Roboter verwandeln. Die Alternative heiße Robotertum oder „humanistischer, kommunitärer Sozialismus“. 

In einem Fachartikel über Jean-Paul Sartres (1905–1980) Philosophie schreibt Traugott König (1934–1991):
Daß die trügerische Flucht des Für-sich in die Seinsweise des An-sich, wenn sie als kollektives Phänomen auftritt, zu Völkermord führen kann, legt S. in den Réflexions sur la question juive (1946; Betrachtungen zur Judenfrage) dar: Der Antisemit schreibt dem Juden die Seinsweise eines ihn bedrohenden An-sich zu, weil er auch sich selbst die Seinsweise eines An-sich zuschreibt, denn würde er den Juden als ein Für-sich erkennen, könnte er sich seine eigene Seinsweise eines Für-sich nicht verhehlen. So wird der Antisemitismus zu einer tödlichen Gefahr nicht nur für den Juden: „Kein Franzose wird in Sicherheit sein, solange noch ein Jude in der ganzen Welt um sein Leben wird fürchten müssen.“
Fausts letzter Schluss: 
Nur der verdient sich Freiheit wie das Leben,

Der täglich sie erobern muß.